# Coudray (Mayenne)
Coudray es una comuna francesa situada en el departamento de Mayenne, en la región de Países del Loira.

## Demografía
| 423 | 392 | 424 | 502 | 546 | 640 | 895 |
| Para los censos de 1962 a 1999 la población legal corresponde a la población sin duplicidades (Fuente: INSEE [Consultar]) |     |     |     |     |     |     |